# الوستان (كتول)
الوستان (بالفارسية: الوستان) هي قرية تقع في إيران في قسم کتول الریفي. يقدر عدد سكانها بـ 367 نسمة بحسب إحصاء 2016.